# Another Century's Episode
『Another Century's Episode』（アナザーセンチュリーズエピソード、A.C.E.）は、フロム・ソフトウェア制作・バンダイナムコゲームス発売のPlayStationシリーズ向けロボットアクションゲームシリーズ。
ロボットアニメ（主にリアルロボット）に登場したロボットを、そのパイロットとして操る「エース・ロボットアクション」である。スーパーロボット大戦シリーズ同様、作品の垣根を越えて戦う、クロスオーバー作品。

## Another Century's Episode

### 概要
A.C.E.第1作。アーマード・コアシリーズのフロム・ソフトウェアとスーパーロボット大戦シリーズのバンプレストがタッグを組んだ。全てのロボットのサイズが原作に忠実に描かれており、全高6.9m（メット）のダンバインと全高24.2mのνガンダムが戦うことも可能である。プレイヤーはロンド・ベル隊の一員として活動する。
「ミッション」と呼ばれるステージをクリアしシナリオを進行させるキャンペーンモードのほかに、入手した機体を使用して2人で対戦を行うマルチプレイ、一度クリアしたミッションを自由にプレイできるフリーミッションのモードが存在するが、1作目のみフリーミッションは一度エンディングを見ないとプレイできないようになっている。
特徴的なシステムとして、エースポイントがある。ミッションの達成率・操作技術などの項目があり、評価が高いほど多くのポイントがもらえる。その際、ポイントの量により「ルーキー」、「ベテラン」「エース」といった評価が下される。その他、ミッション中に攻撃を連続で当てる（チェインさせる）ことでより多くのポイントを入手できる。エースポイントを使用して新規に機体を参入させたり、機体を改造することになる。
その他、各ミッションごとに「シークレットポイント」というものが設定されており、「○秒以内にボスを倒す」や「チェインを○秒以上つなげる」といった条件を充たすことで達成となる。シークレットの達成数は隠し機体出現の条件となっている。
キャッチコピーは「背負えるか、エースの宿命」。

### ストーリー
統一地球暦44年。地球統一機構（通称：UCE）所属部隊ラー・カイラム隊が難民移送船団を襲撃、虐殺するという事件が発生した。
物語はラー・カイラム隊が何故、このような暴挙を起こしたかを追想する形で進行する。
事件発生の1年前にUCEの基地が襲撃され、ポセイダル軍によってある機密物資が奪取された。ラー・カイラム隊はUCEの中核組織「OZ」の総裁であるデルマイユ公の命令を受けて機密物資回収に向かうが、敵の攻撃を受けた機密物資は大爆発を起こす。機密物資の中身はE2と呼ばれる、あらゆるエネルギーに反応して爆発的に増幅させる物質だった。OZはこのE2を利用して新兵器を開発し、宇宙移民への弾圧を計画していた。OZの方針に反発したラー・カイラム隊はUCEを離反し、地球圏を制圧しようとするOZやティターンズの野望を阻止する一方、UCEへの攻撃を行うポセイダル、グラドス、ギガノス、ネオ・ジオンと交戦する。ゼダンの門における決戦の末に各勢力は壊滅し、UCEは戦乱で発生した宇宙難民を受け入れることを発表したため、戦いは決着したかに見えた。
だが、ラー・カイラム隊を裏切りネオ・ジオンの総帥となったシャア・アズナブルは、難民移送船団に偽装した無人船団にE2を隠して降下させ、E2の爆発で地球を寒冷化させる計画を決行する。ラー・カイラム隊は事前に計画を察知して船団の地球降下を阻止するが、OZの情報操作によって難民虐殺の濡れ衣を着せられてしまう。ネオ・ジオンが最後のE2を火星に隠匿していることを知ったラー・カイラム隊は身の潔白を証明することを捨て、シャアとの最終決戦に挑む。

### 登場ロボットと出典
| 出典                                             | 機体                      |
| ------------------------------------------------ | ------------------------- |
| 聖戦士ダンバイン                                 | ダンバイン                |
| 聖戦士ダンバイン                                 | ビルバイン                |
| 聖戦士ダンバイン                                 | 迷彩ビルバイン            |
| 聖戦士ダンバイン                                 | ズワァース                |
| 重戦機エルガイム                                 | エルガイム                |
| 重戦機エルガイム                                 | エルガイムMk-II           |
| 重戦機エルガイム                                 | ヌーベルディザード        |
| 重戦機エルガイム                                 | オージ                    |
| 重戦機エルガイム                                 | アシュラ・テンプル        |
| 重戦機エルガイム                                 | アモンデュール・スタック  |
| 機動戦士Ζガンダム                                | Ζガンダム                 |
| 機動戦士Ζガンダム                                | 百式                      |
| 機動戦士Ζガンダム                                | バウンド・ドック          |
| 機動戦士Ζガンダム                                | キュベレイ                |
| 蒼き流星SPTレイズナー                            | レイズナー                |
| 蒼き流星SPTレイズナー                            | ザカール                  |
| 機甲戦記ドラグナー                               | ドラグナー1型             |
| 機甲戦記ドラグナー                               | ドラグナー2型             |
| 機甲戦記ドラグナー                               | ドラグナー3型             |
| 機甲戦記ドラグナー                               | ギルガザムネ              |
| 機動戦士ガンダム 逆襲のシャア                    | νガンダム                 |
| 機動戦士ガンダム 逆襲のシャア                    | サザビー                  |
| 新機動戦記ガンダムW                              | ウイングガンダム          |
| 新機動戦記ガンダムW                              | ガンダムヘビーアームズ    |
| 新機動戦記ガンダムW                              | ガンダムデスサイズ        |
| 新機動戦記ガンダムW                              | ガンダムサンドロック      |
| 新機動戦記ガンダムW                              | シェンロンガンダム        |
| 新機動戦記ガンダムW                              | ガンダムエピオン          |
| 新機動戦記ガンダムW                              | トールギス                |
| ブレンパワード                                   | ユウブレン                |
| ブレンパワード                                   | ヒメブレン                |
| ブレンパワード                                   | ネリーブレン              |
| ブレンパワード                                   | ジョナサン・バロンズゥ    |
| 劇場版 機動戦艦ナデシコ -The prince of darkness- | ブラックサレナ            |
| 劇場版 機動戦艦ナデシコ -The prince of darkness- | エステバリスカスタム      |
| 劇場版 機動戦艦ナデシコ -The prince of darkness- | アルストロメリア          |
| バンプレストオリジナル                           | 量産型ゲシュペンストMk-II |
| フロム・ソフトウェア オリジナル                  | クラウドブレイカー量産型  |

- プレイヤーが操作できる機体のみを記載。
- 形態によるバリエーションは除く。

### 主題歌
主題歌：島谷ひとみ（avex trax）
- イメージソング「Garnet Moon」 - 作詞：六ツ見純代 作曲：迫茂樹
- エンディングソング「祈り」 - 作詞：BULGE・sola 作曲：BULGE・sola
- 両A面シングル「Garnet Moon/祈り」（2005年1月26日発売）に収録

## Another Century's Episode 2

### 概要
A.C.E.第2作。前作とストーリー上の関係はない。今回の母艦は、アルビオンである。
インターミッション中には版権を超えたキャラクター同士の台詞の掛け合いがフルボイスで再現されるなど、前作よりキャラ演出が大幅に強化された他、オリジナルの主人公が用意され、シナリオの進行に大きく関わることとなった。プレイヤーが使用可能なパイロットには、3Dの頭部モデルが用意されカットインに使用されている。
2007年11月29日に『Another Century's Episode 2 Special Vocal Version』としてボーカル付きBGMを新たに収録した廉価版が発売されたが、主題歌が廃止されている。
キャッチコピーは「心に刻め、エースの絆」。

### ストーリー
前作とのストーリー上の繋がりはないため、地球連邦軍とジオン軍との通称「一年戦争」が地球連邦軍の勝利で終結した後の世界という設定。
統一歴057年。地球統一政府（通称：UCE）は、月面植民地の一部が設立した統一帝国ギガノスによる軍事侵攻、および突如木星方面より飛来した無人兵器群（通称：木星蜥蜴）の襲撃、さらには海底に出現した巨大遺跡オルファンを占拠したリクレイマーとの武力衝突、これら3つの勢力との戦争状態にあった。
UCEは軍備増強のためガンダム開発計画を推進。そのガンダム試作2号機がジオン軍残党（デラーズ・フリート）のアナベル・ガトーによって強奪されるところからストーリーが展開する。デラーズ・フリートを支援するため来襲するギガノス軍、さらにはUCEの旧兵器群を操る謎の勢力の妨害により奪還は失敗、新型機ガンアークのテストパイロットであるタック・ケプフォードは謎の勢力との交戦中、危ういところを同僚のマリナ・カーソンに助けられるが、マリナの乗るガンアークは暴走し、敵機を道連れに爆散してしまう。
地球連邦軍アルビオン隊の所属となり各地を転戦するタック。敵勢力との戦いの中現れたガンアークに酷似した機体はバスターアークと呼ばれ、軍事施設に対して所属に関わらず無差別に衛星軌道上からのビーム砲撃を仕掛けてきた。デラーズ・フリートやギガノス軍が戦いに敗れ弱体化した頃、それに乗じる形で台頭してきたUCEの旧兵器群を率いる人物は、自らをアルバート・ライネンと名乗る。それはガンアークを含むアークシリーズの生みの親で、その才能を疎まれUCEから追放された技術者の名前だった。全世界に対して宣戦布告するアルバート・ライネン。その勢力に属するバスターアークのパイロットはマリナだと判明、数百機の衛星砲「ガーディアン」とリンクし、地球へ落下するコロニーの軌道を変えられるほどの強力なビーム砲撃が可能な機体を駆り、マリナは敵としてタックの前に立ちはだかる。
再三の説得にも応じないマリナ、なお人類の脅威はライネン勢力に留まらず、暴走するデビルガンダム、異世界バイストン・ウェルより現れたドレイク軍、木星蜥蜴を送り込んでいた木星連合、異星からの侵略者であるポセイダル軍とグラドス軍、さらには圧倒的な戦力を有し人類最大の脅威となる戦闘種族のゼントラーディとメルトランディ。次々に現れる敵勢力により戦火が拡大する中、バスターアークと同じくガンアークにもガーディアン制御機能があることが判明した。そしてライネン勢力との最後の戦いの後で解明されたアークシリーズの開発目的。
それは地球圏防衛のためにライネン博士が打ち出した「ライネンプロジェクト」の核となる機体であり、事態を予見していたライネン博士の最終目的は、いずれ現れるであろう外宇宙からの脅威（ゼントラーディ軍）を、「すべてのガーディアンによる一斉砲撃のエネルギーを機体に集約、増幅して再砲撃することで、数万隻から成る艦隊であっても殲滅する。」というものであった。しかし一斉砲撃の増幅を実行すれば、機体は耐久限界を超えて自壊してしまい、搭乗者も助からない。それをタックに先んじて知ったマリナは、自分とバスターアークが犠牲となり地球を守る覚悟で、大切な仲間であるタックにガンアークとガーディアンを使わせまいとしていたのだった。
協力すれば事態を打破できる、と信じて疑わないタックの熱意に負けてマリナは投降し、受け入れるアルビオン隊。残る敵は数万隻のゼントラーディ艦艇で構成されたゼントラーディ軍ボドルザー艦隊。UCEはアルビオン隊にナデシコ、マクロスを加えた陣容で、敵旗艦ゴルグ・ボドルザーへの総攻撃を敢行する。

### オリジナルキャラクター

#### 主人公サイド
タック・ケプフォード
声：岸尾大輔
主人公で、ガンアークのパイロット。UCE内では部隊長を務める程の腕前ではあるが機械音痴なところもある。アルビオン隊に入隊し、様々な戦いを経てライネン・プロジェクトの真意に気づく。ラストではマリナといい感じだったが『A.C.E.3』では名前すら出てこない。マリナが彼らしきことをチラリと話しているがその後交際したかは不明。
マリナ・カーソン
声：進藤尚美
ヒロイン。タックの部隊で生き残りで赤いガンアークを駆る。タックと共にアルビオン隊に入隊するが、トリントン基地で行方不明となる。その後はライネン・プロジェクトに協力し、ガンアークのカスタム機バスターアークでアルビオン隊を度々襲撃する。バルクホルツの死後もアルビオン隊を追うが、タックの説得でアルビオン隊に復隊することになる。

#### 敵サイド
フィーデル・バルクホルツ
声：青野武
設計局の技術者。タックとマリナの乗るガンアークの開発の指揮を執り二人のサポートを行う。優秀な技術者であるが、その才能を鼻にかけず誰に対しても親身かつ柔和な態度で接することから人望も厚い。
正体はアルバート・ライネン博士の息子。父親の主張の正当性を証明する意味も含めてUCEへのテロを行ったと思われる。
物語終盤において、ガンアーク、バスターアークの原型となった機体フェザーアークのカスタム機に乗り、マリナの駆るバスターアークと共にタックらに戦いを挑むが敗れ、機体と共に爆散した。
アルバート・ライネン
声：増谷康紀
元UCE所属の科学者。かつて外宇宙からの侵略者の危険性を説き、それらに対する防衛兵器のプロジェクトを指揮するが、一部の人間の裏工作による妨害を受けプロジェクトが失敗、組織を去った。
物語中盤に潜水母艦を奪取し無人機動兵器を率いて、UCEに宣戦布告する。
本人はすでに死亡しており、息子のバルクホルツが正体がばれるまでの隠れ蓑、または彼の無念を知らしめる意味から、この名を使っていた。

### 登場ロボットと出典
★マークはシリーズ初登場作品。☆マークは大型機体であり、自機に選択した場合、僚機の選択不可能になり、そのため単機出撃になる。
| 出典                                             | 機体                                      |
| ------------------------------------------------ | ----------------------------------------- |
| ★超時空要塞マクロス                              | VF-1Jバルキリー                           |
| ★超時空要塞マクロス                              | VF-1Jアーマードバルキリー                 |
| ★超時空要塞マクロス 愛・おぼえていますか         | VF-1Sストライクバルキリー（輝機）         |
| ★超時空要塞マクロス 愛・おぼえていますか         | VF-1Sストライクバルキリー（フォッカー機） |
| ★超時空要塞マクロス 愛・おぼえていますか         | VF-1Aスーパーバルキリー（輝機）           |
| ★超時空要塞マクロス 愛・おぼえていますか         | VF-1Aスーパーバルキリー（マックス機）     |
| ★超時空要塞マクロス 愛・おぼえていますか         | クァドラン・ロー                          |
| ★機動武闘伝Gガンダム                             | ゴッドガンダム                            |
| ★機動戦士ガンダム0083 STARDUST MEMORY            | ガンダム試作1号機                         |
| ★機動戦士ガンダム0083 STARDUST MEMORY            | ガンダム試作2号機                         |
| ★機動戦士ガンダム0083 STARDUST MEMORY            | ガンダム試作3号機☆                        |
| ★機動戦士ガンダム0083 STARDUST MEMORY            | ノイエ・ジール☆                           |
| ★新機動戦記ガンダムW Endless Waltz               | ウイングガンダムゼロ（EW版）              |
| ★新機動戦記ガンダムW Endless Waltz               | ガンダムデスサイズヘル(EW版)              |
| ★新機動戦記ガンダムW Endless Waltz               | ガンダムヘビーアームズ改(EW版)            |
| ★新機動戦記ガンダムW Endless Waltz               | ガンダムサンドロック改(EW版)              |
| ★新機動戦記ガンダムW Endless Waltz               | ガンダムナタク                            |
| ★新機動戦記ガンダムW Endless Waltz               | トールギスIII                             |
| ★機動戦艦ナデシコ                                | エステバリス（アキト機）                  |
| ★機動戦艦ナデシコ                                | エステバリス（リョーコ機）                |
| ★機動戦艦ナデシコ                                | エステバリス（ヒカル機）                  |
| ★機動戦艦ナデシコ                                | エステバリス（イズミ機）                  |
| ★機動戦艦ナデシコ                                | エステバリス（ガイ機）                    |
| ★機動戦艦ナデシコ                                | エステバリス（アカツキ機）                |
| ★機動戦艦ナデシコ                                | エステバリス砲戦フレームプロトタイプ      |
| 劇場版 機動戦艦ナデシコ -The prince of darkness- | ブラックサレナ                            |
| 劇場版 機動戦艦ナデシコ -The prince of darkness- | エステバリスカスタム（リョーコ専用機）    |
| 劇場版 機動戦艦ナデシコ -The prince of darkness- | エステバリスカスタム（ヒカル専用機）      |
| 劇場版 機動戦艦ナデシコ -The prince of darkness- | エステバリスカスタム（イズミ専用機）      |
| 劇場版 機動戦艦ナデシコ -The prince of darkness- | アルストロメリア                          |
| 劇場版 機動戦艦ナデシコ -The prince of darkness- | 夜天光                                    |
| 蒼き流星SPTレイズナー                            | レイズナー                                |
| 蒼き流星SPTレイズナー                            | 強化型レイズナー                          |
| 蒼き流星SPTレイズナー                            | レイズナーMk-II                           |
| 蒼き流星SPTレイズナー                            | ブルグレン                                |
| 蒼き流星SPTレイズナー                            | ザカール                                  |
| 蒼き流星SPTレイズナー                            | ダルジャン                                |
| ブレンパワード                                   | ネリー・ブレン                            |
| ブレンパワード                                   | ヒメ・ブレン                              |
| ブレンパワード                                   | ユウ・ブレン                              |
| ブレンパワード                                   | ジョナサン・バロンズゥ                    |
| ブレンパワード                                   | クインシィ・バロンズゥ                    |
| 聖戦士ダンバイン                                 | ダンバイン                                |
| 聖戦士ダンバイン                                 | ビルバイン                                |
| 聖戦士ダンバイン                                 | レプラカーン                              |
| 聖戦士ダンバイン                                 | ズワァース                                |
| 重戦機エルガイム                                 | エルガイム                                |
| 重戦機エルガイム                                 | ヌーベル・ディザード                      |
| 重戦機エルガイム                                 | バッシュ                                  |
| 重戦機エルガイム                                 | エルガイムMk-II                           |
| 重戦機エルガイム                                 | アモンデュール・スタック                  |
| 重戦機エルガイム                                 | アトール                                  |
| 重戦機エルガイム                                 | アシュラ・テンプル                        |
| 重戦機エルガイム                                 | オージ                                    |
| 機甲戦記ドラグナー                               | ドラグナー1型                             |
| 機甲戦記ドラグナー                               | ドラグナー1型カスタム                     |
| 機甲戦記ドラグナー                               | ドラグナー2型                             |
| 機甲戦記ドラグナー                               | ドラグナー2型カスタム                     |
| 機甲戦記ドラグナー                               | ドラグナー3型                             |
| 機甲戦記ドラグナー                               | ドラグナー3型（後期型）                   |
| 機甲戦記ドラグナー                               | ファルゲン・マッフ                        |
| 機甲戦記ドラグナー                               | スターク・ダイン                          |
| 機甲戦記ドラグナー                               | ギルガザムネ                              |
| 機動戦士ガンダム 逆襲のシャア                    | νガンダム                                 |
| 機動戦士ガンダム 逆襲のシャア                    | リ・ガズィ                                |
| 機動戦士ガンダム 逆襲のシャア                    | サザビー                                  |
| ★リーンの翼                                      | ナナジン                                  |
| ★リーンの翼                                      | オウカオー                                |
| A.C.E. オリジナル                                | ガンアーク                                |
| A.C.E. オリジナル                                | バスターアーク                            |
| A.C.E. オリジナル                                | フェザーアーク                            |

- プレイヤーが操作できる機体のみを記載。
- 換装や分離によるバリエーションは除く。

### BGM
『Special Vocal Version』に収録されたボーカル入りのBGM。
超時空要塞マクロス 愛・おぼえていますか
- 愛・おぼえていますか
  - この曲のみオリジナルのAnother Century's Episode 2にも収録されている。
  - アーティスト：飯島真理

機動武闘伝Gガンダム
- FLYING IN THE SKY
  - アーティスト：鵜島仁文

機動戦士ガンダム0083 STARDUST MEMORY
- MEN OF DESTINY
  - アーティスト：MIQ（MIO）

新機動戦記ガンダムW Endless Waltz
- WHITE REFLECTION
  - アーティスト：TWO-MIX

機動戦艦ナデシコ
- YOU GET TO BURNNING
  - アーティスト：松澤由美

蒼き流星SPTレイズナー
- メロスのように〜LONELY WAY〜
  - アーティスト：AIRMAIL from NAGASAKI

ブレンパワード
- IN MY DREAM
  - アーティスト：真行寺恵里

聖戦士ダンバイン
- ダンバインとぶ
  - アーティスト：MIQ（MIO）

重戦機エルガイム
- エルガイム-Time For L-GAIM-
  - アーティスト：MIQ（MIO）

機甲戦記ドラグナー
- 夢色チェイサー
  - アーティスト：鮎川麻弥

### 主題歌
主題歌：愛内里菜（GIZA studio）
- イメージソング「GLORIOUS」
  - 作詞：愛内里菜 作曲：大野愛果 編曲：葉山たけし
- エンディングソング「PRECIOUS PLACE」
  - 作詞：愛内里菜 作曲：小松未歩 編曲：津久井箇人
- 両A面シングル「GLORIOUS/PRECIOUS PLACE」（2006年3月29日発売）に収録

## Another Century's Episode 3 THE FINAL

### 概要
A.C.E.第3作にして最終作との謳い文句だったが、『Another Century's Episode:R』が2010年に発売されたため、最終作ではなくなった。前作と比べ新規の登場作品が非常に多い。オリジナルキャラクターデザインはアトラスの副島成記、オリジナル機体「イクスブラウ」のデザインは、元フロムソフトウェア社員の柳瀬敬之が担当。また、今作にはA.C.E.シリーズにおける初のスーパーロボットアニメである『真ゲッターロボ 世界最後の日』が登場している。
今作の大きな売りとしては、各作品の主題歌やBGMを戦闘中に流すことができる（24曲のうち15曲がボーカル付き）点である。また、前作のパイロットごとの頭部3Dモデルは廃止されたかわりに、主人公をはじめとする一部のキャラクターには全身3Dモデルを用いたトゥーンレンダリング描写が用意され、ストーリーの合間のデモムービーに使用されている。また、機体のサイズ差がさらに大きくなり、全高10m以下のダンバインやキングゲイナーで、全長6000m以上の真ドラゴンと戦うステージもある。
システム面では前作ほどの大きな変更点はないが、チェインが廃止されたほか、ミッション中の戦域が広がり、敵の拠点を制圧する要素が増えた。ストーリーモードではルート分岐が採用され、通ったルートによって仲間にできる機体が異なるという要素が加えられたが、選択したルート次第では通っていないルートに関係した台詞を言うこともあり、今作のストーリーモードは2周目で1周目とは逆のルートをプレイすることでそれらの展開が分かるようになっている。また、前作にも登場したリミッター解除は、一度解除した後は解除するかしないかを選択することができるようになった。
キャッチコピーは「戦場に響く歌声が、エースの魂を揺さぶる」。

### ストーリー
前作での戦いから3年後、地球統一政府UCEは地球連邦政府へと名前を変えたが実態は変わっておらず、地球至上主義者（アースノイド）主導によるスペースノイドへの弾圧が続いていた。そのため宇宙を拠点とするネオ・ジオン軍、ギガノス軍の残党、木星連合残党「火星の後継者」が結託。武装蜂起して連邦軍と敵対している。
ごく普通の高校生であるバレル・オーランドは、街に突如現れた抗体コーラリアンに襲撃され逃げる途中、イクスブラウに乗る連邦軍の女性士官フェイに助けられコクピットに乗せられる。初めて乗るマシンにパイロット適性を示したバレルは、そのまま戦時特例でパイロットとして連邦軍の独立部隊「ロンド・ベル」に編入され、戦艦ナデシコへ配属される。
その後、十数年前に事故を起こして放棄されていたワープ実験施設「バルドナ・ドライブ」が謎の武装集団に占拠され、鎮圧に向かったナデシコ隊の前に、ブラッドアークを駆るベルクトという仮面の男が現れ、バルドナ・ドライブを起動させる。装置の起動によって、並行世界の地球に飛ばされてしまったナデシコ隊。
もうひとつの地球もまた宇宙移民との戦争と異生物の襲来で混乱の中にあったが、向かう先々でベルクトはバレルに対し異常なまでの敵意を向け、ナデシコ隊の妨害をする。戦いの中バレルはベルクトの目的が、戦争で利用される膨大なエネルギーを集めて、バルドナ・ドライブでそのエネルギーを使い並行世界の境界（ゲート）を押し広げ、ふたつの地球を衝突させることだと知る。
ストーリーはACE2の続編である。平行世界のゲッター、エウレカセブン、ガンダムX、キングゲイナーを軸とし、劇場版ナデシコ、ドラグナー、逆襲のシャア、リーンの翼、マクロスプラスがそれに付随する形で話は進行する。前作に引き続き登場作品では、ドラグナー、Gガンダム、ガンダムW、ブレンパワード、ダンバイン、マクロスに原作終了後の設定。また、ドラグナー、マクロスとガンダムWを除いて本作のストーリーに絡まない、ゲスト扱いに近い（ガンダムWに至っては、1機のみの登場に留まっている）。ガンダム、∀ガンダム、ガンダムSEED3作品は機体とパイロットのみの参加。

### オリジナルキャラクター

#### 主人公サイド
バレル・オーランド
声：浪川大輔
主人公。本当の名前はバレル・バルドナだが父親のジルが行方不明になったためオーランド姓になる。普通の高校生だったが未確認生命体との戦いに巻き込まれ、フェイと出会い、戦時特例でイクスブラウのパイロットとしてナデシコ隊に入隊する。最初は戦いに消極的だったが、戦いを通してベルクトが何故自分を執拗に憎んでいるのかを確かめようとする。バルドナ・ドライブの生体キーである。
フェイ・ロシュナンテ
声：園崎未恵
ヒロインで、イクスブラウのサブパイロット。バレルを探しており、未確認生命体との戦いで彼と出会う。実は平行世界の出身者で、元ベルクトの部下。イクスブラウの技術提供を条件に連邦軍に入隊した。
マリナ・カーソン
声：進藤尚美
前作からの登場。ネオ・ジオンからのマクロス奪還のためにナデシコ隊と合流。

#### 敵サイド
ベルクト
声：浪川大輔
ライバルキャラクターで、仮面をつけた謎の男。新連邦の幹部でバレルとナデシコ隊を執拗に追う。乗機はブラッドアークで、後にグレイブアークを駆る。
正体は並行世界のバレルで、すなわちもう一人のバレルである。父親のジルから存在を否定された上に、生体キーとしてバルドナ・ドライブにアクセスできる能力を持っていたことから新連邦に命を狙われてしまう。そのため、バレルの名を捨て仮面をかぶりベルクトと名を変え、新連邦の幹部になることで自分の身を守っていた。世界の全てに絶望し、もうひとりの自分であるバレルに対する恨みから、バルドナ・ドライブを使って双方の地球を破壊しようと画策する。
アンジェ・レイヴァー
声：不明
ベルクトの部隊のパイロット。グリゴリの有人改良型であるエリゴルに搭乗し、後に改良を加えたエリゴルカスタムでバレルとナデシコ隊を攻撃してくる。

#### その他
ジル・バルドナ
バルドナ・ドライブの設計者。バレルとベルクトの実父。フェイにイクスブラウを託した。名前のみしか登場していない。

### 登場ロボットと出典
★マークはシリーズ初登場作品。
| ★オーバーマン キングゲイナー                     | キングゲイナー                                                                                    |
| ★オーバーマン キングゲイナー                     | ドミネーター                                                                                      |
| ★オーバーマン キングゲイナー                     | ガチコ                                                                                            |
| ★オーバーマン キングゲイナー                     | パワーゴレーム                                                                                    |
| ★オーバーマン キングゲイナー                     | エンペランザ                                                                                      |
| ブレンパワード                                   | ネリー・ブレン                                                                                    |
| ブレンパワード                                   | ヒメ・ブレン                                                                                      |
| ブレンパワード                                   | ユウ・ブレン                                                                                      |
| ブレンパワード                                   | ジョナサン・バロンズゥ                                                                            |
| ブレンパワード                                   | クインシィ・バロンズゥ                                                                            |
| リーンの翼                                       | ナナジン                                                                                          |
| リーンの翼                                       | オウカオー                                                                                        |
| リーンの翼                                       | アッカナナジン                                                                                    |
| 聖戦士ダンバイン                                 | ダンバイン                                                                                        |
| 聖戦士ダンバイン                                 | ビルバイン / ビルバイン（迷彩仕様）                                                               |
| 聖戦士ダンバイン                                 | ズワァース                                                                                        |
| 聖戦士ダンバイン                                 | レプラカーン                                                                                      |
| 機甲戦記ドラグナー                               | ドラグナー1型カスタム                                                                             |
| 機甲戦記ドラグナー                               | ドラグナー2型カスタム                                                                             |
| 機甲戦記ドラグナー                               | ドラグナー3型（後期型）                                                                           |
| 機甲戦記ドラグナー                               | ファルゲン・マッフ                                                                                |
| 機甲戦記ドラグナー                               | ファルゲンカスタム                                                                                |
| 機甲戦記ドラグナー                               | ギルガザムネ                                                                                      |
| 機甲戦記ドラグナー                               | スターク・ダイン                                                                                  |
| ★機動戦士ガンダム                                | ガンダム                                                                                          |
| ★機動戦士ガンダム                                | フルアーマーガンダム                                                                              |
| ★機動戦士ガンダム                                | パーフェクトガンダム （パイロット含め、実質的にプラモ狂四郎からの登場）                           |
| 機動戦士ガンダム 逆襲のシャア                    | νガンダム/νガンダムHWS装着型                                                                      |
| 機動戦士ガンダム 逆襲のシャア                    | リ・ガズィ                                                                                        |
| 機動戦士ガンダム 逆襲のシャア                    | サザビー                                                                                          |
| 機動戦士ガンダム 逆襲のシャア                    | ヤクト・ドーガ（ギュネイ機）                                                                      |
| 機動戦士ガンダム 逆襲のシャア                    | ヤクト・ドーガ（クェス機）                                                                        |
| 機動武闘伝Gガンダム                              | ゴッドガンダム                                                                                    |
| 機動武闘伝Gガンダム                              | マスターガンダム                                                                                  |
| ★機動新世紀ガンダムX                             | ガンダムX                                                                                         |
| ★機動新世紀ガンダムX                             | ガンダムXディバイダー                                                                             |
| ★機動新世紀ガンダムX                             | ガンダムDX/GファルコンDX                                                                          |
| ★機動新世紀ガンダムX                             | ガンダムエアマスター                                                                              |
| ★機動新世紀ガンダムX                             | ガンダムレオパルド                                                                                |
| ★機動新世紀ガンダムX                             | ガンダムヴァサーゴ                                                                                |
| ★機動新世紀ガンダムX                             | ガンダムアシュタロン                                                                              |
| ★機動新世紀ガンダムX                             | ガンダムヴァサーゴ・チェストブレイク                                                              |
| ★機動新世紀ガンダムX                             | ガンダムアシュタロン・ハーミットクラブ                                                            |
| 新機動戦記ガンダムW Endless Waltz                | ウイングガンダムゼロ                                                                              |
| ★∀ガンダム                                       | ∀ガンダム                                                                                         |
| ★∀ガンダム                                       | ターンX                                                                                           |
| ★機動戦士ガンダムSEED                            | フリーダムガンダム/フリーダムガンダム with ミーティア                                             |
| ★機動戦士ガンダムSEED                            | ジャスティスガンダム/ジャスティスガンダム with ミーティア                                         |
| ★真（チェンジ!!）ゲッターロボ 世界最後の日       | 真ゲッター1/真ゲッター2/真ゲッター3 / 真ゲッター1（竜馬）/真ゲッター2（隼人）/真ゲッター3（弁慶） |
| ★真（チェンジ!!）ゲッターロボ 世界最後の日       | ブラックゲッター                                                                                  |
| ★交響詩篇エウレカセブン                          | ニルヴァーシュ type ZERO                                                                          |
| ★交響詩篇エウレカセブン                          | ニルヴァーシュ type ZERO spec2                                                                    |
| ★交響詩篇エウレカセブン                          | ニルヴァーシュ type ZERO spec3                                                                    |
| ★交響詩篇エウレカセブン                          | ニルヴァーシュ type The END                                                                       |
| ★交響詩篇エウレカセブン                          | ターミナス type R909                                                                              |
| ★交響詩篇エウレカセブン                          | ターミナス type B303 Devilfish                                                                    |
| ★交響詩篇エウレカセブン                          | スピアヘッド SH101・チャールズ&レイ機                                                             |
| 超時空要塞マクロス 愛・おぼえていますか          | VF-1Sバルキリー・輝 / VF-1S(S)・輝                                                                |
| 超時空要塞マクロス 愛・おぼえていますか          | VF-1Sバルキリー・フォッカー / VF-1S（S）・フォッカー                                              |
| 超時空要塞マクロス 愛・おぼえていますか          | VF-1Sバルキリー・マックス / VF-1S（S）・マックス                                                  |
| 超時空要塞マクロス 愛・おぼえていますか          | VF-1Jバルキリー・輝                                                                               |
| 超時空要塞マクロス 愛・おぼえていますか          | VF-1Aスーパーバルキリー・輝 / VF-1A（S）・輝                                                      |
| 超時空要塞マクロス 愛・おぼえていますか          | VF-1Aスーパーバルキリー・マックス / VF-1A（S）・マックス                                          |
| 超時空要塞マクロス 愛・おぼえていますか          | アーマードバルキリー                                                                              |
| 超時空要塞マクロス 愛・おぼえていますか          | クァドラン・ロー（マックス）                                                                      |
| 超時空要塞マクロス 愛・おぼえていますか          | クァドラン・ロー（ミリア）                                                                        |
| ★マクロスプラス                                  | YF-19/YF-19 ファストパック                                                                        |
| ★マクロスプラス                                  | YF-21/YF-21 ファストパック                                                                        |
| 劇場版 機動戦艦ナデシコ -The prince of darkness- | ブラックサレナ / 高機動型ブラックサレナ / エステバリス（アキト機）                                |
| 劇場版 機動戦艦ナデシコ -The prince of darkness- | 夜天光                                                                                            |
| 劇場版 機動戦艦ナデシコ -The prince of darkness- | エステバリスカスタム（リョーコ機）                                                                |
| 劇場版 機動戦艦ナデシコ -The prince of darkness- | エステバリスカスタム（ヒカル機）                                                                  |
| 劇場版 機動戦艦ナデシコ -The prince of darkness- | エステバリスカスタム（イズミ機）                                                                  |
| 劇場版 機動戦艦ナデシコ -The prince of darkness- | アルストロメリア                                                                                  |
| A.C.E. オリジナル                                | イクスブラウ                                                                                      |
| A.C.E. オリジナル                                | イクスブラウ form-B                                                                               |
| A.C.E. オリジナル                                | イクスブラウ form-G                                                                               |
| A.C.E. オリジナル                                | イクスブラウ form-H                                                                               |
| A.C.E. オリジナル                                | イクスブラウ form-T                                                                               |
| A.C.E. オリジナル                                | ガンアーク                                                                                        |
| A.C.E. オリジナル                                | ブラッドアーク                                                                                    |
| A.C.E. オリジナル                                | グレイブアーク                                                                                    |
| A.C.E. オリジナル                                | グレイブアーク・ファントム                                                                        |

- プレイヤーが操作できる機体のみを記載。

### 収録曲
今作のBGMにはボーカル収録曲が15曲、ボーカル無しの曲が9曲収録されている。アーティスト名が書かれているものはボーカル付き。なお、設定によってはボーカル付きの曲もボーカル無しのインスト曲として流すこともできる。
機動戦士ガンダム
- 赤い彗星

機動戦士ガンダム 逆襲のシャア
- νガンダム

新機動戦記ガンダムW Endless Waltz
- LAST IMPRESSION
  - アーティスト：TWO-MIX

機動武闘伝Gガンダム
- Trust You Forever
  - アーティスト：鵜島仁文
- 我が心 明鏡止水〜されどこの拳は烈火の如く

機動新世紀ガンダムX
- DREAMS
  - アーティスト：ROMANTIC MODE
- RESOLUTION
  - アーティスト：ROMANTIC MODE

∀ガンダム
- ターンAターン
  - アーティスト：西城秀樹

機動戦士ガンダムSEED
- Realize
  - アーティスト：玉置成実

真（チェンジ!!）ゲッターロボ 世界最後の日
- HEATS
  - アーティスト：影山ヒロノブ

劇場版 機動戦艦ナデシコ -The prince of darkness-
- ブラックサレナIII
- ナデシコのテーマII

超時空要塞マクロス 愛・おぼえていますか
- 私の彼はパイロット PART1
  - アーティスト：飯島真理
- 戦いの運命

マクロスプラス
- INFORMATION HIGH
  - アーティスト：SHARON APPLE
- DOG FIGHT

聖戦士ダンバイン
- ダンバインとぶ
  - アーティスト：MIQ（MIO）

リーンの翼
- リーンの翼BGM

ブレンパワード
- IN MY DREAM
  - アーティスト：真行寺恵里

オーバーマン キングゲイナー
- キングゲイナー・オーバー!
  - アーティスト：福山芳樹

交響詩篇エウレカセブン
- DAYS
  - アーティスト：FLOW
- sakura
  - アーティスト：NIRGILIS
- STORYWRITER
  - アーティスト：SUPERCAR

機甲戦記ドラグナー
- 夢色チェイサー
  - アーティスト：鮎川麻弥

A.C.E. オリジナル
- 深紅
  - アーティスト：島谷ひとみ
- Apoptosis Remix
- acid number
- GENE

### 主題歌
主題歌：島谷ひとみ（avex trax）
- イメージソング「深紅」
- エンディングソング「愛の詩」
- 両A面シングル「深紅/愛の詩」（2007年9月5日発売）に収録

## Another Century's Episode:R
PlayStation 3用ゲームソフト。前作『Another Century's Episode 3 THE FINAL』から3年ぶりに復活。2010年8月19日発売。

## Another Century's Episode Portable
『Another Century's Episode:R』から翌年に発売されたPlayStation Portable用ソフト。本作はミッション制を導入しているため、シナリオ制はなくなっている。2011年1月13日発売。

## オリジナル敵機
オリジナルの敵機は、バンプレストとフロム・ソフトウェアそれぞれでデザインされた。

### バンプレストオリジナル
リスニル
【Risnir＝北欧神話に登場する雷神トールの山羊、タングリスニルから】
歩兵機であり、武装はそれ程多くない。
グノスト
【Gnost＝北欧神話に登場する雷神トールの山羊、タングノストから】
歩兵機であるリスニルの強化発展機。左腕がガトリングガン、右腕に2門のビームキャノンを装備しており、主に火力面における強化が施されている。小隊指揮官機としても運用されるようである。初出はACEだがACE2にも登場。
ハーラル
【Harald＝ノルウェーを建国した初代国王の名、ヴァイキング達の英雄】
グノストをベースに上級指揮官機として開発された機体。上級指揮官機にふさわしく、強力な武装と高い機動性で、敵を翻弄する。
スコル
【Skoll＝北欧神話に登場する狼フェンリルの息子、スコルから】
陸上戦闘を重点にした火力支援機で、主に歩兵器であるリスニルやグノストの支援を行う。全身がほぼミサイルポッドで埋め尽くされており、小型や大型のミサイルを数多く搭載。
シアスィ
【Thiassi＝北欧神話に登場する巨大な鷲に変身する霜の巨人】
スコルと同様に火力支援機であるが、こちらは、空中戦闘を重点においている。アパッチとロボットを組み合わせたような機体で、ミサイル、ビームキャノン、ガトリングガンなどを装備しており、スコルよりも武装のバリエーションに富んでいる。グノスト同様ACE2にも登場する。
タントール
【Tannthor＝雷神トールが従えている山羊達（Tann）＋北欧神話の雷神トール（Thor）】
かなりの大型機で、機動性を捨てる代わりに攻撃力と防御力を重点においている。また戦闘スタイルは格闘戦重視であり、左腕の盾で敵の攻撃を防御しながら右腕の巨大ドリルで突貫する。

### フロム・ソフトウェアオリジナル
クレーブス
初代ACEではUCEの開発した最新鋭機の一つ、ACE2ではアルバート・ライネン開発のライネンシリーズの一機。旧式だがライネンの開発した自立型OSのため性能はかなり高い。ACE3では味方ユニットの耐久値を回復する作業機として登場。
ヴァーゲ
初代ACEではUCEの開発した最新鋭機の一つ、ACE2ではライネンシリーズの一機。飛行能力を持っており機動性を活かした砲撃が得意。
レーヴェ
初代ACEではUCEの開発した最新鋭機の一つ、ACE2ではライネンシリーズの一機。右腕自体が巨大なキャノン砲になっているため機動性はかなり低いが、代わりにその右腕の砲撃は強力である。ACE3では護衛ユニットとして登場。
シューティア
初代ACEのみ登場。大型の移動式砲台と呼べる外観。近接の格闘兵器を持たず、射撃と砲撃、小型ビットを多数飛ばしての遠距離戦闘を中心とする。
ザロム
ACE2登場のライネンシリーズの一機。
ザロムD
ACE2登場のライネンシリーズの一機。ザロムの上位機種で、防御フィールドが追加されている。
グリゴリ
ACE3登場の新連邦の無人兵器。基本性能も高いがエネルギーを吸収する能力を持つ。
エリゴル
ACE3登場のグリゴリを有人機用に改良した機体で機体色は黒。搭乗者はアンジェ・レイヴァー。後に紫を基調としたエリゴルカスタムへと改良される。

## 関連書籍

### 攻略本
- Another Century's Episode パーフェクトガイド ISBN 9784757722293
- Another Century's Episode ナビゲーションファイル ISBN 9784047071780
- Another Century's Episode2 プレイヤーズバイブル ISBN 9784757727533
- Another Century's Episode2 パーフェクトガイド ISBN 9784757728134
- Another Century's Episode3 THE FINAL プレイヤーズバイブル ISBN 9784757737693
- Another Century's Episode3 THE FINAL パーフェクトガイド ISBN 9784757738713

### コミック
- Another Century's Episode アンソロジーコミック ISBN 9784757722965
- Another Century's Episode コミックアンソロジー ISBN 9784334806200
- Another Century's Episode2 コミックアンソロジー 守護戦士編 ISBN 9784758003216
- Another Century's Episode2 コミックアンソロジー 運命の超越者 ISBN 9784334806347